# 南帕河
南帕河，又稱南巴河，屬怒江水系的二級支流，全長4.1公里，流域分處緬甸及中國，中緬邊境的其中一條界河，東岸是中國雲南省耿馬縣，西岸是緬甸果敢清水河區，由北向南注入南定河。